# NGC 4546
NGC 4546 je galaxie v souhvězdí Panny, kterou objevil William Herschel 29. prosince 1786.
Její zdánlivá hvězdná velikost je 10,3.